# Мунча-Єлга
Мунча́-Єлга́ (рос. Мунча-Елга, башк. Мунсайылға) — присілок у складі Бакалинського району Башкортостану, Росія. Входить до складу Старокуручевської сільської ради.
Населення — 30 осіб (2010; 39 у 2002).
Національний склад:
- татари — 92 %